# 中村憲剛
中村 憲剛（なかむら けんご、1980年10月31日 - ）は、東京都小平市生まれ、小金井市出身の元プロサッカー選手。現役時代のポジションはミッドフィールダー（主にトップ下、ボランチ）。元日本代表。
プロデビューから引退まで川崎フロンターレ一筋でプレーしたバンディエラ。引退後はクラブのリレーションズ オーガナイザー（FRO）を務める。

## 経歴

### プロ入り前
小学1年生でサッカーを始め、府中市の府ロクサッカー少年団に所属。少年団の先輩に澤穂希、後輩に保坂一成がいる。5年生時に全日本少年サッカー大会でベスト16。6年生時に8回東京都少年選抜サッカー大会では開会式で選手宣誓を務め、飯尾和也、高橋泰、星大輔らと共に大会優秀選手10名に選ばれた。
小金井市立第二中学校、東京都立久留米高等学校を卒業後、中央大学文学部文学科英米文学専攻に進学。2年時にレギュラーを掴む。3年時は、関東大学リーグ1部で最下位に終わり2部降格。4年時は主将として2部優勝を果たし1部復帰。後に結婚する夫人は、苦楽を共にしたサッカー部マネージャーであった。

### 川崎フロンターレ
2003年、テスト生として参加していた川崎フロンターレに正式入団。開幕戦となるサンフレッチェ広島戦で初出場、4月9日のモンテディオ山形戦ではプロ入り後初得点を挙げた。
入団当初はいわゆるトップ下と呼ばれる攻撃的ミッドフィールダーだったが、2004年に関塚隆監督の提案でボランチへコンバートした。2004年のJリーグ ディビジョン2で優勝し、J1に昇格した。
2005年8月24日、20節の横浜F・マリノス戦で J1初得点。
2006年、イビチャ・オシムが就任後、A代表に初選出。10月4日のガーナ戦で初出場、10月11日のインド戦で代表初得点。日本代表メンバーに定着。クラブ史上初のJリーグベストイレブンに谷口博之と共に選出され、以降4年連続でベストイレブンを受賞している。
2010年2月23日、AFCチャンピオンズリーグ2010の城南一和戦で下顎骨骨折するも、南アフリカワールドカップ最終メンバーに選出。決勝トーナメント第一戦のパラグアイ戦に出場した。
同年オランダのPSVからオファーを受けたが、「練習参加から拾ってもらった身。何も残さないままいなくなれない」、とチームに残留した。
2011年10月11日の2014 FIFAワールドカップ・アジア3次予選のタジキスタン戦では約1年ぶりに先発出場すると、1得点3アシスト。
2012年、キャプテンとして全34試合に出場し5得点、リーグ最多の13アシスト。
2013年、加入した大久保嘉人とレナトと共に川崎の攻撃の中心となった。リーグ戦で29試合7得点を記録。アジアチャンピオンズリーグへの出場権獲得した。
2014年、5月12日の2014 FIFAワールドカップ日本代表予備登録メンバーに選出された。
2016年、7月9日の名古屋グランパス戦においてイ・スンヒからタックルを受け負傷退場。中村は右足関節捻挫、長母趾伸筋挫傷、長趾伸筋挫傷の怪我を負うも 最終的には9ゴール11アシスト。歴代最年長の36歳でJリーグ年間最優秀選手賞を獲得した。
2017年から、3年間務めてきた川崎の主将を小林悠に譲った。10月14日、第29節のベガルタ仙台戦でJ1リーグ通算400試合の出場を達成。第34節の大宮アルディージャ戦では3得点の起点となり、チームの勝利に貢献。クラブ初のJ1優勝に貢献した 同年史上最年長となる36歳50日でのJリーグ年間最優秀選手賞受賞がギネス世界記録に認定された。
2018年シーズン、5月20日、清水エスパルス戦で2得点を挙げて勝利に貢献した。また、この日で通算419試合出場し、大卒では藤田俊哉に並ぶ出場記録となった。
2019年シーズン、クラブ初のルヴァンカップ優勝。11月2日に行われた広島戦で左膝前十字靭帯損傷の重傷を負った。
2020年シーズン、第13節の清水エスパルス戦で、約10ヶ月振りに公式戦への出場を果たし、シーズン初得点を決めた。10月31日、40歳の誕生日にホームでの多摩川クラシコにて自身初となるバースデーゴールを決め勝利。J1での40代選手のゴールは史上6人目で、バースデーゴールとしては最年長記録であった。翌日の11月1日、同シーズン限りで現役を引退することを表明した。12月16日のホーム最終節浦和レッズ戦に出場し小林のゴールをアシストした。翌年1月1日に行われた天皇杯決勝・G大阪戦では出場出番は無かったもののチームは勝利し、同大会クラブ初優勝を果たした。J1リーグでの通算471試合出場は歴代13位（2022年時点）。

## 現役引退後
2021年1月、川崎フロンターレのFrontale Relations Organizer（フロンターレ リレーションズ オーガナイザー、FRO）に就任した。同年4月8日には日本サッカー協会のロールモデルコーチに就任し、U-17日本代表のコーチを担当した。並行してDAZN、NHK BS（2023年11月まではNHK BS1）Jリーグ中継解説者や、NHK総合「サンデースポーツ」サッカーコメンテーター（2022年4月から）を担当している。

## エピソード
- かつての憧れはラモス瑠偉、また好きなサッカー選手はジョゼップ・グアルディオラ[26]。
- 背番号の14番を好む理由について、「14っていう数字の並びがいいんだよね。1と4のバランスとか、カクカクしたとがった感じとか、すごくかっこいいと思う」と語る[27]。
- 好きなアーティストはスキマスイッチ、Mr.Children。スキマスイッチの常田真太郎とは友人（ウイニングイレブン仲間[28]）。
- 都立久留米高等学校のサッカー部の古い先輩に、志村けんがいる[29]。
- 2008年9月25日に長男が誕生した[30]。直後の柏レイソル戦でゴールを決め「ゆりかごダンス」を披露した。中村自身のFKからのゴールを含め3回（試合は5-2で勝利）にも及んだことでチームメートの鄭大世に「一体、何人生まれたんだ?」と突っ込まれた。
- 2010年4月8日に長女が誕生した[30]。子煩悩であり、2010年8月には月刊誌『すてきな奥さん』（主婦と生活社）の取材を受けた[31]。2016年3月29日に次女が誕生した[30]。
- 2011年、年末の「やべっちFC〜日本サッカー応援宣言〜」で年間最優秀FK賞を受賞した。（同年5月28日J1第13節ガンバ大阪戦で決めたFKによるもの）
- 2019年限りで引退したフェルナンド・トーレスがJリーグで最も印象に残っている選手として中村憲剛を挙げた。またFWの後ろで冷静にプレーし、試合を落ちつかせる能力があり、常にFWを見てプレーしていることから一緒にプレーしてみたかったと語っている[32]。
- 2020年にはヴィッセル神戸でプレーしていたアンドレス・イニエスタが選ぶ『Jリーグの神選手』にただ一人挙げられ、中村も「自分の信じてきた道のりが肯定された瞬間でした」と自身のブログで反応している[33]。
- 2014年からシーズン前に放送される「やべっちFC」内の企画「デジっちが行く!」で、そのシーズンのゴールパフォーマンスを決める事がお決まりになっている。パフォーマンスは中村が考えるのでは無く、シーズン前の合宿で主に登里享平や森谷賢太郎（2019年に磐田へ移籍）ら後輩が考えて中村に提案する形である[34]。2016年からは、お笑い芸人のギャグをゴールパフォーマンスにしているが、ウーイェイよしたか[35] やサンシャイン池崎[36] はツイッターで反応し、2018年のバイク川崎バイクは実際にスタジアムに来場し、コラボが実現している。また、バイク川崎バイクが来場した8月25日の仙台戦で得点を挙げて、本家の前でBKBを披露した[37]。

| 年度 | パフォーマンス                               | 元ネタ |
| 2014 | SKP14（すきっ歯14）                          | SKE48がモチーフ。「14」は背番号。                                                                                        |
| 2015 | 両手で四角くフレームを作るポーズ             | 雑誌『サッカーマガジンZONE』で掲載されていたポーズ                                                                       |
| 2016 | ウーイェイ!                                  | お笑いコンビスマイルのウーイェイよしたかのギャグ。理由は顔が似ているから。                                               |
| 2017 | ジャスティス!                                | 芸人サンシャイン池崎のギャグ                                                                                             |
| 2018 | BKB（僕、川崎のバンディエラ） ヒィーーーアッ | 芸人バイク川崎バイクのギャグ                                                                                             |
| 2019 | イヤァオ                                     | WWE所属のプロレスラー中邑真輔の入場パフォーマンス。理由は「なかむら」繋がり。                                            |
| 2020 | ゲッツ                                       | 芸人ダンディ坂野のギャグ。パフォーマンスに使うのは両手のみなので、負傷した前十字靭帯にも影響がないというのが理由である。 |

## 所属クラブ
ユース経歴
- 府ロク少年団
- 小金井市立小金井第二中学校
- 東京都立久留米高等学校
- 中央大学

プロ経歴
- 2003年 - 2020年  川崎フロンターレ

## 個人成績
| 国内大会個人成績 | 国内大会個人成績 | 国内大会個人成績 | 国内大会個人成績 | 国内大会個人成績 | 国内大会個人成績 | 国内大会個人成績 | 国内大会個人成績 | 国内大会個人成績 | 国内大会個人成績 | 国内大会個人成績 | 国内大会個人成績 |
| 年度             | クラブ           | 背番号           | リーグ           | リーグ戦         | リーグ戦         | リーグ杯         | リーグ杯         | オープン杯       | オープン杯       | 期間通算         | 期間通算         |
| 年度             | クラブ           | 背番号           | リーグ           | 出場             | 得点             | 出場             | 得点             | 出場             | 得点             | 出場             | 得点             |
| 日本             | 日本             | 日本             | 日本             | リーグ戦         | リーグ戦         | リーグ杯         | リーグ杯         | 天皇杯           | 天皇杯           | 期間通算         | 期間通算         |
| ---------------- | ---------------- | ---------------- | ---------------- | ---------------- | ---------------- | ---------------- | ---------------- | ---------------- | ---------------- | ---------------- | ---------------- |
| 2003             | 川崎             | 26               | J2               | 34               | 4                | -                | -                | 3                | 2                | 37               | 6                |
| 2004             | 川崎             | 14               | J2               | 41               | 5                | -                | -                | 3                | 0                | 44               | 5                |
| 2005             | 川崎             | 14               | J1               | 29               | 2                | 6                | 2                | 3                | 1                | 38               | 5                |
| 2006             | 川崎             | 14               | J1               | 34               | 10               | 10               | 3                | 2                | 1                | 46               | 14               |
| 2007             | 川崎             | 14               | J1               | 30               | 4                | 3                | 0                | 4                | 0                | 37               | 4                |
| 2008             | 川崎             | 14               | J1               | 34               | 4                | 1                | 0                | 1                | 0                | 36               | 4                |
| 2009             | 川崎             | 14               | J1               | 32               | 4                | 3                | 0                | 1                | 0                | 36               | 4                |
| 2010             | 川崎             | 14               | J1               | 27               | 4                | 3                | 1                | 1                | 0                | 31               | 5                |
| 2011             | 川崎             | 14               | J1               | 30               | 4                | 2                | 0                | 1                | 0                | 33               | 4                |
| 2012             | 川崎             | 14               | J1               | 34               | 5                | 2                | 0                | 1                | 0                | 37               | 5                |
| 2013             | 川崎             | 14               | J1               | 29               | 7                | 5                | 2                | 2                | 0                | 36               | 9                |
| 2014             | 川崎             | 14               | J1               | 30               | 3                | 2                | 0                | 0                | 0                | 32               | 3                |
| 2015             | 川崎             | 14               | J1               | 33               | 2                | 6                | 0                | 3                | 0                | 42               | 2                |
| 2016             | 川崎             | 14               | J1               | 31               | 9                | 2                | 0                | 4                | 0                | 37               | 9                |
| 2017             | 川崎             | 14               | J1               | 32               | 6                | 4                | 0                | 2                | 0                | 38               | 6                |
| 2018             | 川崎             | 14               | J1               | 33               | 6                | 2                | 0                | 2                | 0                | 37               | 6                |
| 2019             | 川崎             | 14               | J1               | 20               | 2                | 2                | 0                | 2                | 0                | 24               | 2                |
| 2020             | 川崎             | 14               | J1               | 13               | 2                | 0                | 0                | 1                | 0                | 14               | 2                |
| 通算             | 日本             | 日本             | J1               | 471              | 74               | 53               | 8                | 30               | 2                | 554              | 84               |
| 通算             | 日本             | 日本             | J2               | 75               | 9                | -                | -                | 6                | 2                | 81               | 11               |
| 総通算           | 総通算           | 総通算           | 総通算           | 546              | 83               | 53               | 8                | 36               | 4                | 635              | 95               |

- 2016年
  - Jリーグチャンピオンシップ 1試合0得点
- 2018年
  - FUJI XEROX SUPER CUP 1試合0得点
- 2019年
  - FUJI XEROX SUPER CUP 1試合0得点

| 国際大会個人成績 | 国際大会個人成績 | 国際大会個人成績 | 国際大会個人成績 | 国際大会個人成績 |
| 年度             | クラブ           | 背番号           | 出場             | 得点             |
| AFC              | AFC              | AFC              | ACL              | ACL              |
| ---------------- | ---------------- | ---------------- | ---------------- | ---------------- |
| 2007             | 川崎             | 14               | 7                | 3                |
| 2009             | 川崎             | 14               | 9                | 3                |
| 2010             | 川崎             | 14               | 3                | 0                |
| 2014             | 川崎             | 14               | 8                | 2                |
| 2017             | 川崎             | 14               | 9                | 1                |
| 2018             | 川崎             | 14               | 2                | 0                |
| 2019             | 川崎             | 14               | 3                | 0                |
| 通算             | AFC              | AFC              | 41               | 9                |

- Jリーグ初出場 - 2003年3月15日 J2第1節・サンフレッチェ広島戦（広島ビッグアーチ）
- Jリーグ初得点 - 2003年4月9日 J2第5節・モンテディオ山形戦（等々力陸上競技場）
- J1初得点 - 2005年8月24日 J1第20節・横浜F・マリノス戦（日産スタジアム）

## 指導歴
- 2021年4月 - 日本サッカー協会
  - 2021年4月 - 2022年 U-17日本代表 ロールモデルコーチ
  - 2021年8月 - 2022年 U-17日本代表 ロールモデルコーチ/テクニックコーチ
  - 2023年 - U-17日本代表 アシスタントコーチ/ロールモデルコーチ

## タイトル

### クラブ
川崎フロンターレ
- J1リーグ：3回（2017年、2018年、2020年）
- J2リーグ：1回（2004年）
- FUJI XEROX SUPER CUP：1回（2019年）
- Jリーグカップ：1回（2019年）
- 天皇杯 JFA 全日本サッカー選手権大会：1回（2020年）

### 個人
- Jリーグ優秀選手賞：15回（2005年 - 2019年）
- Jリーグベストイレブン：8回（2006年、2007年、2008年、2009年、2010年、2016年、2017年、2018年）
- Jリーグ・最優秀選手：1回（2016年）
- Jリーグ月間MVP：1回（2016年2月・3月）
- J30ベストアウォーズ ベストイレブン：1回（2023年）

## 代表歴

### 出場大会
- 日本代表
  - 2007年 AFCアジアカップ2007
  - 2010年 2010 FIFAワールドカップ
  - 2013年 FIFAコンフェデレーションズカップ2013

### 試合数
- 国際Aマッチ 68試合 6得点（2006年 - 2013年）[1]

| 日本代表 | 国際Aマッチ | 国際Aマッチ |
| 年       | 出場        | 得点        |
| -------- | ----------- | ----------- |
| 2006     | 3           | 1           |
| 2007     | 13          | 0           |
| 2008     | 13          | 2           |
| 2009     | 12          | 2           |
| 2010     | 11          | 0           |
| 2011     | 4           | 1           |
| 2012     | 7           | 0           |
| 2013     | 5           | 0           |
| 通算     | 68          | 6           |

### 出場
| No. | 開催日         | 開催都市         | スタジアム                         | 対戦相手                 | 結果        | 監督                     | 大会                             |
| --- | -------------- | ---------------- | ---------------------------------- | ------------------------ | ----------- | ------------------------ | -------------------------------- |
| 1.  | 2006年10月04日 | 神奈川県         | 横浜国際総合競技場                 | ガーナ                   | ●0-1        | イビチャ・オシム         | キリンチャレンジカップ           |
| 2.  | 2006年10月11日 | バンガロール     |                                    | インド                   | ○3-0        | イビチャ・オシム         | アジアカップ予選                 |
| 3.  | 2006年11月15日 | 北海道           | 札幌ドーム                         | サウジアラビア           | ○3-1        | イビチャ・オシム         | アジアカップ予選                 |
| 4.  | 2007年03月24日 | 神奈川県         | 横浜国際総合競技場                 | ペルー                   | ○2-0        | イビチャ・オシム         | キリンチャレンジカップ           |
| 5.  | 2007年06月01日 | 静岡県           | 静岡県小笠山総合運動公園スタジアム | モンテネグロ             | ○2-0        | イビチャ・オシム         | キリンカップ                     |
| 6.  | 2007年06月05日 | 埼玉県           | 埼玉スタジアム2002                 | コロンビア               | △0-0        | イビチャ・オシム         | キリンカップ                     |
| 7.  | 2007年07月09日 | ハノイ           |                                    | カタール                 | △1-1        | イビチャ・オシム         | アジアカップ                     |
| 8.  | 2007年07月13日 | ハノイ           |                                    | アラブ首長国連邦         | ○3-1        | イビチャ・オシム         | アジアカップ                     |
| 9.  | 2007年07月16日 | ハノイ           |                                    | ベトナム                 | ○4-1        | イビチャ・オシム         | アジアカップ                     |
| 10. | 2007年07月21日 | ハノイ           |                                    | オーストラリア           | △1-1(PK4-3) | イビチャ・オシム         | アジアカップ                     |
| 11. | 2007年07月25日 | ハノイ           |                                    | サウジアラビア           | ●2-3        | イビチャ・オシム         | アジアカップ                     |
| 12. | 2007年07月28日 | パレンバン       |                                    | 韓国                     | △0-0(PK5-6) | イビチャ・オシム         | アジアカップ                     |
| 13. | 2007年08月22日 | 大分県           | 大分スポーツ公園総合競技場         | カメルーン               | ○2-0        | イビチャ・オシム         | キリンチャレンジカップ           |
| 14. | 2007年09月07日 | クラーゲンフルト |                                    | オーストリア             | △0-0(PK3-4) | イビチャ・オシム         | 3大陸トーナメント                |
| 15. | 2007年09月11日 | クラーゲンフルト |                                    | スイス                   | ○4-3        | イビチャ・オシム         | 3大陸トーナメント                |
| 16. | 2007年10月17日 | 大阪府           | 長居陸上競技場                     | エジプト                 | ○4-1        | イビチャ・オシム         | アジア・アフリカチャレンジカップ |
| 17. | 2008年01月26日 | 東京都           | 国立霞ヶ丘競技場陸上競技場         | チリ                     | △0-0        | 岡田武史                 | キリンチャレンジカップ           |
| 18. | 2008年01月30日 | 東京都           | 国立霞ヶ丘競技場陸上競技場         | ボスニア・ヘルツェゴビナ | ○3-0        | 岡田武史                 | キリンチャレンジカップ           |
| 19. | 2008年02月06日 | 埼玉県           | 埼玉スタジアム2002                 | タイ                     | ○4-1        | 岡田武史                 | ワールドカップ予選               |
| 20. | 2008年02月20日 | 重慶             |                                    | 中華人民共和国           | ○1-0        | 岡田武史                 | 東アジア選手権                   |
| 21. | 2008年02月23日 | 重慶             |                                    | 韓国                     | △1-1        | 岡田武史                 | 東アジア選手権                   |
| 22. | 2008年03月26日 | マナマ           |                                    | バーレーン               | ●0-1        | 岡田武史                 | ワールドカップ予選               |
| 23. | 2008年05月27日 | 埼玉県           | 埼玉スタジアム2002                 | パラグアイ               | △0-0        | 岡田武史                 | キリンカップ                     |
| 24. | 2008年06月14日 | バンコク         |                                    | タイ                     | ○3-0        | 岡田武史                 | ワールドカップ予選               |
| 25. | 2008年06月22日 | 埼玉県           | 埼玉スタジアム2002                 | バーレーン               | ○1-0        | 岡田武史                 | ワールドカップ予選               |
| 26. | 2008年08月20日 | 北海道           | 札幌ドーム                         | ウルグアイ               | ●1-3        | 岡田武史                 | キリンチャレンジカップ           |
| 27. | 2008年09月06日 | マナマ           |                                    | バーレーン               | ○3-2        | 岡田武史                 | ワールドカップ予選               |
| 28. | 2008年10月09日 | 新潟県           | 新潟スタジアム                     | アラブ首長国連邦         | △1-1        | 岡田武史                 | キリンチャレンジカップ           |
| 29. | 2008年11月13日 | 兵庫県           | 御崎公園球技場                     | シリア                   | ○3-1        | 岡田武史                 | キリンチャレンジカップ           |
| 30. | 2009年01月20日 | 熊本県           | 熊本県民総合運動公園陸上競技場     | イエメン                 | ○2-1        | 岡田武史                 | アジアカップ予選                 |
| 31. | 2009年01月28日 | マナマ           |                                    | バーレーン               | ●0-1        | 岡田武史                 | アジアカップ予選                 |
| 32. | 2009年02月04日 | 東京都           | 国立霞ヶ丘競技場陸上競技場         | フィンランド             | ○5-1        | 岡田武史                 | キリンチャレンジカップ           |
| 33. | 2009年05月27日 | 大阪府           | 長居陸上競技場                     | チリ                     | ○4-0        | 岡田武史                 | キリンカップ                     |
| 34. | 2009年05月31日 | 東京都           | 国立霞ヶ丘競技場陸上競技場         | ベルギー                 | ○4-0        | 岡田武史                 | キリンカップ                     |
| 35. | 2009年06月06日 | タシケント       |                                    | ウズベキスタン           | ○1-0        | 岡田武史                 | ワールドカップ予選               |
| 36. | 2009年06月10日 | 神奈川県         | 横浜国際総合競技場                 | カタール                 | △1-1        | 大木武（代行）           | ワールドカップ予選               |
| 37. | 2009年06月17日 | メルボルン       |                                    | オーストラリア           | ●1-2        | 岡田武史                 | ワールドカップ予選               |
| 38. | 2009年09月05日 | エンスヘーデ     |                                    | オランダ                 | ●0-3        | 岡田武史                 | 国際親善試合                     |
| 39. | 2009年09月09日 | ユトレヒト       |                                    | ガーナ                   | ○4-3        | 岡田武史                 | 国際親善試合                     |
| 40. | 2009年10月10日 | 神奈川県         | 横浜国際総合競技場                 | スコットランド           | ○2-0        | 岡田武史                 | キリンチャレンジカップ           |
| 41. | 2009年10月14日 | 宮城県           | 宮城スタジアム                     | トーゴ                   | ○5-0        | 岡田武史                 | キリンチャレンジカップ           |
| 42. | 2010年02月02日 | 大分県           | 大分スポーツ公園総合競技場         | ベネズエラ               | △0-0        | 岡田武史                 | キリンチャレンジカップ           |
| 43. | 2010年02月06日 | 東京都           | 東京スタジアム                     | 中華人民共和国           | △0-0        | 岡田武史                 | 東アジア選手権                   |
| 44. | 2010年02月11日 | 東京都           | 国立霞ヶ丘競技場陸上競技場         | 香港                     | ○3-0        | 岡田武史                 | 東アジア選手権                   |
| 45. | 2010年02月14日 | 東京都           | 国立霞ヶ丘競技場陸上競技場         | 韓国                     | ●1-3        | 岡田武史                 | 東アジア選手権                   |
| 46. | 2010年05月24日 | 埼玉県           | 埼玉スタジアム2002                 | 韓国                     | ●0-2        | 岡田武史                 | キリンチャレンジカップ           |
| 47. | 2010年06月04日 | シオン           |                                    | コートジボワール         | ●0-2        | 岡田武史                 | 国際親善試合                     |
| 48. | 2010年06月29日 | プレトリア       |                                    | パラグアイ               | △0-0(PK3-5) | 岡田武史                 | ワールドカップ                   |
| 49. | 2010年09月04日 | 神奈川県         | 横浜国際総合競技場                 | パラグアイ               | ○1-0        | 原博実（代行）           | キリンチャレンジカップ           |
| 50. | 2010年09月07日 | 大阪府           | 長居陸上競技場                     | グアテマラ               | ○2-1        | 原博実（代行）           | キリンチャレンジカップ           |
| 51. | 2010年10月08日 | 埼玉県           | 埼玉スタジアム2002                 | アルゼンチン             | ○1-0        | アルベルト・ザッケローニ | キリンチャレンジカップ           |
| 52. | 2010年10月12日 | ソウル           |                                    | 韓国                     | △0-0        | アルベルト・ザッケローニ | 国際親善試合                     |
| 53. | 2011年10月07日 | 兵庫県           | 御崎公園球技場                     | ベトナム                 | ○1-0        | アルベルト・ザッケローニ | キリンチャレンジカップ           |
| 54. | 2011年10月11日 | 大阪府           | 長居陸上競技場                     | タジキスタン             | ○8-0        | アルベルト・ザッケローニ | ワールドカップ予選               |
| 55. | 2011年11月11日 | ドゥシャンベ     |                                    | タジキスタン             | ○4-0        | アルベルト・ザッケローニ | ワールドカップ予選               |
| 56. | 2011年11月15日 | 平壌             |                                    | 北朝鮮                   | ●0-1        | アルベルト・ザッケローニ | ワールドカップ予選               |
| 57. | 2012年02月24日 | 大阪府           | 長居陸上競技場                     | アイスランド             | ○3-1        | アルベルト・ザッケローニ | キリンチャレンジカップ           |
| 58. | 2012年05月23日 | 静岡県           | 静岡県小笠山総合運動公園スタジアム | アゼルバイジャン         | ○2-0        | アルベルト・ザッケローニ | キリンチャレンジカップ           |
| 59. | 2012年06月08日 | 埼玉県           | 埼玉スタジアム2002                 | ヨルダン                 | ○6-0        | アルベルト・ザッケローニ | ワールドカップ予選               |
| 60. | 2012年08月15日 | 北海道           | 札幌ドーム                         | ベネズエラ               | △1-1        | アルベルト・ザッケローニ | キリンチャレンジカップ           |
| 61. | 2012年09月06日 | 新潟県           | 新潟スタジアム                     | アラブ首長国連邦         | ○1-0        | アルベルト・ザッケローニ | キリンチャレンジカップ           |
| 62. | 2012年10月12日 | サンドニ         |                                    | フランス                 | ○1-0        | アルベルト・ザッケローニ | 国際親善試合                     |
| 63. | 2012年10月16日 | ヴロツワフ       |                                    | ブラジル                 | ●0-4        | アルベルト・ザッケローニ | 国際親善試合                     |
| 64. | 2013年03月22日 | ドーハ           |                                    | カナダ                   | ○2-1        | アルベルト・ザッケローニ | 国際親善試合                     |
| 65. | 2013年05月30日 | 愛知県           | 豊田スタジアム                     | ブルガリア               | ●0-2        | アルベルト・ザッケローニ | キリンチャレンジカップ           |
| 66. | 2013年06月11日 | ドーハ           |                                    | イラク                   | ○1-0        | アルベルト・ザッケローニ | ワールドカップ予選               |
| 67. | 2013年06月19日 | レシフェ         |                                    | イタリア                 | ●3-4        | アルベルト・ザッケローニ | コンフェデレーションカップ       |
| 68. | 2013年06月22日 | ベロオリゾンテ   |                                    | メキシコ                 | ●1-2        | アルベルト・ザッケローニ | コンフェデレーションカップ       |

### ゴール
| #  | 開催年月日     | 開催地     | 対戦国       | 勝敗 | 試合概要                               |
| -- | -------------- | ---------- | ------------ | ---- | -------------------------------------- |
| 1. | 2006年10月11日 | インド     | インド       | ○3-0 | AFCアジアカップ2007 (予選)             |
| 2. | 2008年6月14日  | タイ       | タイ         | ○3-0 | 2010 FIFAワールドカップ・アジア予選    |
| 3. | 2008年9月6日   | バーレーン | バーレーン   | ○3-2 | 2010 FIFAワールドカップ・アジア予選    |
| 4. | 2009年5月31日  | 日本       | ベルギー     | ○4-0 | キリンカップサッカー2009               |
| 5. | 2009年9月9日   | オランダ   | ガーナ       | ○4-3 | 親善試合                               |
| 6. | 2011年10月11日 | 日本       | タジキスタン | ○8-0 | 2014 FIFAワールドカップ・アジア3次予選 |

## 出演

### テレビドラマ
- 仮面ライダー鎧武/ガイム 第37話（2014年）

### テレビアニメ
- 名探偵コナン（2023年、大島僚太[38]）

### CM
- ミズノ 「MORELIA II」「ミズノで部活」（2010年）
- 首都高速道路 「高速川崎線」（2008年 - ）
- コナミ「ウイニングイレブンプレーメーカー2008」（2008年）

### 映画
- 名探偵コナン 11人目のストライカー（2012年、本人役[39]）

### PV
- スキマスイッチ「Hello Especially」（2013年）

## 出版

### 執筆書籍
- 『中村憲剛のスルーパスの極意』講談社、2009年。ISBN 9784062950060。
- 『幸せな挑戦 今日の一歩、明日の「世界」』角川書店、2013年。ISBN 9784041104347。
- 『心をつなぐボール』あかね書房、2013年。ISBN 9784251082824。
- 『考える習慣』ベースボール・マガジン社、2014年。ISBN 9784583106557。
- 『サッカー脳を育む』ぴあ、2015年。ISBN 9784835628301。
- 『サッカー上達のためのマインドとメソッド』ぴあ、2018年。ISBN 9784835638522。
- 『ラストパス 引退を決断してからの5年間の記録』KADOKAWA、2021年。ISBN 9784041113851。

### 関連書籍
- 森沢明夫『永遠のサッカー小僧 中村憲剛物語』講談社、2009年。ISBN 9784062155595。
- NHK スポーツ大陸 制作班『NHKスポーツ大陸 遠藤保仁・闘莉王・中村憲剛』金の星社、2010年。ISBN 9784323071923。
- 飯尾篤史『残心 Jリーガー中村憲剛の挑戦と挫折の1700日』講談社、2016年4月。ISBN 978-4062199629。